# Robert Tisdall
Robert Tisdall (Nuwara Eliya, Sri Lanka, 16 de mayo de 1907-Australia, 27 de julio de 2004) fue un atleta irlandés nacido en Sri Lanka, especialista en la prueba de 400 m vallas en la que llegó a ser campeón olímpico en 1932.

## Carrera deportiva
En los JJ. OO. de Los Ángeles 1932 ganó la medalla de oro en los 400 m vallas, con un tiempo de 51.8 segundos, superando a los estadounidenses Glenn Hardin (plata con 51.9 segundos) y Morgan Taylor (bronce con 52.0 segundos).
Según las reglas de aquella época si un corredor derribaba una valla su marca no era homologada, así que el tiempo de Tisdall de 51.8 segundos no fue contabilizado como récord del mundo, y sí lo fue el de Glenn Hardin de una décima de segundo más 51.9 segundos. Posteriormente, el presidente del Comité Olímpico Internacional Juan Antonio Samaranch dio por buena la marca de Tisdall considerándolo récord del mundo.